# Warte mal
Warte mal ist ein Lied der deutschen Cellistin Fidi Steinbeck und des deutschen Popsängers Mark Forster, mit dem sie in der Finalshow der neunten Staffel von The Voice of Germany teilnahmen.

## Entstehung und Artwork
Warte mal wurde gemeinsam von Mark Cwiertnia (Mark Forster) und Daniel Nitt geschrieben, zusammen unter der Mitwirkung des Mainzer Musikproduzenten Michael Geldreich zeichneten sich die beiden Autoren auch für die Produktion des Stücks zuständig. Das Mastering erfolgte unter der Leitung des Berliner Tontechnikers Lex Barkey. Die Abmischung von Warte mal entstand eigenständig durch Geldreich. Für das Arrangement sowie die Programmierung taten sich Geldreich und Nitt zusammen. Die Tonaufnahmen wurden unter der Eigenverantwortung von Nitt getätigt. Die Instrumentierung erfolgte durch Geldreich (Keyboard), Alex Höffken (Schlagzeug), Nitt (Keyboard) und Fidi Steinbeck (Cello). Die Aufnahmen erfolgten am 5. November 2019 in Berlin.
Auf dem Frontcover der Single ist – neben Künstlernamen und Liedtitel – ein schwarz-weiß Porträt von Steinbeck mit ihrem Cello zu sehen. Erstmals präsentierte Steinbeck das Coverbild zwei Tage vor der Singleveröffentlichung am 8. November 2019.

## Veröffentlichung und Promotion
Die Erstveröffentlichung von Warte mal erfolgte als Download und Musikstreaming am 10. November 2019 durch das Musiklabel The Voice of Germany, einem Sublabel der Universal Music Group. Der Vertrieb erfolgte durch Universal selbst.
Steinbeck präsentierte das Lied erstmals während der Finalshow der neunten Staffel von The Voice of Germany. In der Finalshow sang jeder der fünf Teilnehmer einen Coversong, einen eigenen Titel mit seinem Coach sowie ein Duett mit einem Gastkünstler. Bei Warte mal handelte es sich um den eigenen Titel, den Steinbeck zusammen mit ihrem Coach Mark Forster aufnahm und während der Finalshow vortrug. Am Ende erreichte sie mit 12,51 % den vierten Platz und musste sich unter anderem der Siegerin Claudia Emmanuela Santoso aus Team Merton geschlagen geben. Im November 2019 bewarb der deutsche Fernsehsender ProSieben das Lied als „Entertainment Tipp“ in diversen Werbeunterbrechungen.

## Hintergrund
Bei Warte mal handelt es sich um die erste offizielle Single-Veröffentlichung von Steinbeck. 2009 war sie bereits auf dem Promoalbum Alle Wissen es, vom deutschen Musikprojekt Der Ursprung, bei dem Titel Alle Wissen als Cellistin zu hören. 2018 erschien mit Wie wir geworden sind das erste Extended Play von Steinbeck sowie 2019 mit Nimmandsland die Zweite, damit handelt es sich bei Warte mal um die erste Single sowie allgemein die dritte offizielle Tonträger-Veröffentlichung von Steinbeck.

## Inhalt
Der Liedtext zu Warte mal ist in deutscher Sprache verfasst. Die Musik und der Text wurden gemeinsam von Mark Forster (unter seinem bürgerlichen Namen Mark Cwiertnia) und Daniel Nitt geschrieben beziehungsweise komponiert. Musikalisch bewegt sich das Lied im Bereich der Popmusik. Das Tempo beträgt 128 Schläge pro Minute. Die Tonart ist F-Dur. In einem Interview war Steinbeck der Meinung, dass das Lied sie und Forster gut beschreibe. Es ginge darum, dass es auch okay sei, wenn es einem mal nicht so gut gehe. Man müsse nicht immer gut drauf sein, das könne man ja gar nicht sein. Es sei ein Lied, in dem sich jeder irgendwie wiederfinden könne und das möge Steinbeck daran so sehr.
Aufgebaut ist das Lied auf zwei Strophen, einer Bridge sowie einem Refrain. Das Lied beginnt mit der ersten Strophe, die von Steinbeck gesungen wird. An die erste Strophe schließt sich direkt die Bridge an, die ebenfalls von Steinbeck gesungen wird. Es folgt erstmals der Refrain, dessen erster Teil alleine von Forster und dessen zweiter Teil im Duett von Forster und Steinbeck gesungen wird. Die zweite Strophe wird von Forster gesungen. Die erneut anschließende Bridge sowie der Refrain werden diesmal im Duett gesungen. Nach dem zweiten Refrain erfolgt zum Abschluss ein sich wiederholendes Outro, welches sich aus Zeilen der Bridge und des Refrain zusammensetzen. Das Outro wird ebenfalls im Duett gesungen. Beide Interpreten sind darüber hinaus auch im Begleitgesang zu hören.

„Warte mal, warte mal,

ist doch nichts anders als es gerade war, gerade war.

Einfach kurz verdaut wie nach ’nem harten Schlag.

Ich lass’ das Dunkle raus, dann ist es fast geschafft.

Also warte mal.“

## Musikvideo
Das Musikvideo zu Warte mal wurde am 5. November 2019 in Berlin gedreht und feierte am 10. November 2019 seine Premiere auf der Videoplattform YouTube. Einen ersten Teaser veröffentlichte Steinbeck bereits zwei Tage vor der Veröffentlichung am 8. November 2019. Zu sehen sind einerseits Forster und Steinbeck, die zum einen alleine jeder für sich sowie zum anderen zusammen das Lied in einem Treppenhaus beziehungsweise im Tonstudio singen sowie andererseits Rückblicke aus Steinbecks Zeit bei The Voice of Germany. Die Gesamtlänge des Videos beträgt 3:36 Minuten. Regie führte Urs Mader. Bis Februar 2025 zählte das Video über drei Millionen Aufrufe bei YouTube.

## Mitwirkende
| Liedproduktion - Lex Barkey: Mastering - Mark Forster: Begleitgesang, Gesang, Komponist, Liedtexter, Musikproduzent - Michael Geldreich: Abmischung, Arrangement, Keyboard, Musikproduzent, Programmierung - Alex Höffken: Schlagzeug - Daniel Nitt: Arrangement, Keyboard, Komponist, Liedtexter, Musikproduzent, Programmierung, Tonmeister - Fidi Steinbeck: Begleitgesang, Cello, Gesang | Musikvideo - Esteban de Alcázar: Filmproduzent - Urs Mader: Regisseur Unternehmen - Sector3: Filmproduzent (Musikvideo) - Universal Music Group: Vertrieb - The Voice of Germany: Musiklabel |

## Chartplatzierungen
Warte mal erreichte in Deutschland Platz eins der Single-Trend-Charts, damit verfehlte die Single nur knapp den Einstieg in die offiziellen Singlecharts. In den deutschen Downloadcharts erreichte die Single Position fünf. Darüber hinaus konnte sich die Single mehrere Tage in den deutschen iTunes-Tagesauswertungen platzieren und erreichte mit Position vier seine höchste Chartnotierung am 11. November 2019. In der Schweizer Hitparade erreichte die Single Position 71.
Für Forster als Autor und Interpret ist dies, inklusive des Charterfolgs mit seinem Musikprojekt Eff, jeweils der elfte Charterfolg in der Schweiz. Als Produzent erreichte er hiermit zum zehnten Mal die Schweizer Hitparade. Nitt erreichte mit Warte mal jeweils als Autor und Produzent zum neunten Mal die Schweizer Singlecharts. Für Steinbeck ist dies der erste Charterfolg.